# Унеча (річка)
Уне́ча — річка в Брянській області Росії. Ліва притока річки Іпуть.
Унеча — найдовша притока річки Іпуть, має довжину 92 км. Витік річки знаходиться в селі Лиски на висоті 200 м над рівнем моря.
На річці розташоване місто Унеча.